# Chiesa di Sant'Alessandro Martire
La chiesa di Sant'Alessandro martire è la parrocchiale di Colnago, frazione di Cornate d'Adda, in provincia di Monza e Brianza e arcidiocesi di Milano; fa parte decanato di Trezzo sull'Adda.

## Storia

Il campanile della chiesa di sant'Alessandro.

Fu eretta intorno alla metà del 1300 ed era in origine una cappella che occupava una piccola parte dell'area su cui sorge l'attuale chiesa, era ad un'unica navata con tetto a capanna e il soffitto con travi in legno. Il suo primo ampliamento avvenne verso il 1600, assumendo la forma tipica delle chiese della controriforma, con un corpo a unica grande navata e con tre arcate laterali.
Nella prima metà del 1800 il parroco don Luigi Maestri fece abbattere le cappelle laterali in gesso e al loro posto vi sistemò il battistero e la cantoria, mentre in quelle a fianco dell'altare maggiore collocò due altri altari dedicati alla Madonna e alla Santa Croce. La forma attuale della chiesa risale alla seconda metà del 1800, quando venne ampliata aprendo le due navate laterali e venne costruito il sagrato, con la scalinata e il parapetto antistante il tempio.
Nei primi decenni del 1900 l'edificio fu abbellito nella parte absidale con l'affresco che rappresenta il Trionfo dell'Eucaristia e nelle vele con quelli dei santi Tarcisio, Chiara, Pasquale Baylón e Alfonso Maria de' Liguori che si dedicarono particolarmente al culto dell'Eucaristia. Nel 1919 fu inaugurata la mirabile vetrata, posta sopra il portone centrale, raffigurante sant'Alessandro con la Legione Tebana. La Legione era composta da soldati egiziani della Tebaide con a capo il generale romano Maurizio, mentre Alessandro ne era il vessillifero. Tutti i componenti erano soldati convertitisi al cristianesimo. Durante una campagna in Gallia ordinata dall'imperatore Massimiano, si venne a conoscenza della fede di Alessandro che subì ritorsioni fino al martirio finale avvenuto il 26 agosto 303, per decapitazione, a Bergamo.
Sulla parete della navata di sinistra si può ammirare, in una teca di vetro, lo zucchetto bianco appartenuto a papa Giovanni XXIII. All'interno della chiesa sono esposte delle opere pittoriche del dottor Giancarlo Bulli, già medico condotto del paese. Altre due piccole curiosità: a dimostrazione dell'origine contadina di Colnago, si possono notare nelle lunette poste sopra le porte laterali esterne della facciata della chiesa, due figure che rappresentano san Grato che benedice la campagna e san Moiolo che la protegge dalle intemperie.

## Campane
Il concerto campanario ospitato sul campanile è uno tra i migliori concerti prodotti dai fonditori Fratelli Barigozzi di Milano. Sono cinque campane in Si maggiore fuse nel 1900; le quattro campane maggiori sono poste alle finestre del campanile, mentre la più piccola è posta sotto al tetto. Sempre in ambito campanario ricordiamo le tre campane manuali in Mi maggiore della chiesetta sussidiaria della Madonna Addolorata.